# Демократическая партия (Монголия)
Демократическая партия (ДП, монг. Ардчилсан нам) — политическая партия Монголии. Основная цель состоит в продолжении преобразования Монголии в открытое и демократическое общество, а также в борьбе против коррупции. Лидер — Халтмаагийн Баттулга.

## Возникновение
Демократическая партия возникла в 2000 году в результате слияния Монгольской национально-демократической партии (МНДП) и Монгольской социал-демократической партии (МСДП). В свою очередь, МНДП была создана в результате слияния Монгольской демократической партии (монг. Монголын Ардчилсан Нам) и Партии национального прогресса (монг. Үндэсний Дэвшлийн Нам), которые обе возникли в ходе мирной демократической революции 1990 г.

## Результаты выборов
На выборах в Великий государственный хурал Монголии и местные законодательные органы 27 июня и 17 июля 2004 партия играла главную роль в коалиции «Демократическая коалиция Отечества», который получил 44,7 % голосов и 35 из 76 мест в хурале. Лидер партии Цахиагийн Элбэгдорж стал премьер-министром Монголии и занимал эту должность до января 2006.
На выборах президента Монголии 20 мая 2005 её кандидат Мэндсайханы Энхсайхан получил всего 19,7 %.
На парламентских выборах 2008 года партия получила 25 мест в Великом государственном хурале.
Кандидаты от демократической партии побеждали на президентских выборах в 2009, 2013, 2017 годах.
На президентских выборах 2021 кандидат партии получил 6 % голосов.

## Руководство
- Дамбийн Дорлигжав (2000—2002)
- Мэндсайханы Энхсайхан (2002—2005)
- Раднаасумбэрэлийн Гончигдорж (2005—2006)
- Цахиагийн Элбэгдорж (2006—2008)
- Норовын Алтанхуяг (2008—2014)
- Зандаахуугийн Энхболд (2015—2017)
- Содномзундуйн Эрдэнэ (2017—2021)
- Халтмаагийн Баттулга (с 2022 года)

1 апреля 2006 на съезде партии её председателем был избран Цахиагийн Элбэгдорж (получил 46 %). Всего в выборах председателя участвовали 4 кандидата, из них основной соперник Эрдэнийн Бат-Уул получил 40 %, а два других — незначительное число голосов. После повторного голосования Элбэгдорж получил 57,2 %.
В результате кровавых столкновений в Улан-Баторе, связанных с тем, что Демократическая партия поставила под сомнение итоги выборов, Элбэгдорж ушёл в отставку с поста председателя партии 28 августа 2008. 30 августа его преемником был избран Н. Алтанхуяг.
В результате внутрипартийного выбора состоявшегося 7 апреля 2022 года V Президент Монголии Халтмаагийн Баттулга получил поддержку 93.3 % голосов и был утвержден председателем на внеочередной сессии Ассамблеи партии.